# Funaria saharae
Funaria saharae är en bladmossart som beskrevs av Trabut 1927. Funaria saharae ingår i släktet spåmossor, och familjen Funariaceae. Inga underarter finns listade i Catalogue of Life.